# Jim Irons
Jim Irons (eigentlich James Donald Irons; * 22. September 1937 in Kirkland Lake; † 18. Januar 2014 in Owen Sound) war ein kanadischer Mittelstreckenläufer.
Bei den British Empire and Commonwealth Games 1962 in Perth wurde er Achter im Meilenlauf.
Im selben Jahr wurde er kanadischer Meister über eine Meile. Seine persönliche Bestzeit über diese Distanz von 4:01,9 min stellte er am 12. Juli 1963 in Toronto auf.
1985 wurde er in die Brampton Sports Hall of Fame aufgenommen.